# Daniel Jones (musicista)
Daniel Jones (Southend-on-Sea, 22 luglio 1973) è un musicista australiano.

## Biografia
Nato in Essex (Inghilterra), si è trasferito in Australia con la famiglia quando aveva circa un anno. In particolare è cresciuto a Brisbane.
All'età di 18 anni ha fondato il suo primo gruppo, chiamato Red Edge. Insieme a Darren Hayes, nel 1994, ha dato vita al duo dei Savage Garden. Il duo è stato attivo fino al 2001 ed ha pubblicato due album in studio (Savage Garden e Affirmation), che hanno riscosso successo in tutto il mondo.
Dopo l'interruzione della collaborazione con Hayes, che ha proseguito la carriera solista, Jones decide di intraprendere la carriera di produttore discografico creando l'etichetta Meridien Musik e lo studio di registrazione Level 7 Studios, dedicandosi soprattutto ad artisti emergenti.
Nel 2005 si è sposato con la cantante di origini filippine Kathleen de Leon.
Nel 2015 ha dichiarato di aver abbandonato l'industria musicale.